# Wesley Octavius Forsyth
Wesley Octavius Forsyth   (Markham, 26 de gener de 1859 - Toronto, 7 de maig de 1937) va ser un pianista, compositor i educador musical canadenc resident a Toronto, Ontario. La majoria de les seves composicions van ser escrites per a piano i veu.

## Adolescència i educació
Forsyth va néixer al municipi de Markham, al comtat de York, Ontario. De petit Forsyth va estudiar piano amb Edward Fisher. De jove va estudiar a la Universitat de Música i Teatre de Leipzig amb Salomon Jadassohn (composició, harmonia, contrapunt, cànon i fuga), Martin Krause (piano), Gustav Schreck (composició), Paul Klengel (composició), Richard Hofmann (compositor) (orquestració), Robert Papperitz, Bruno Zwintscher, (piano) i Adolf Ruthardt, (piano).

## Carrera
Mentre estudiava a Leipzing, Forsyth va escriure articles per a The Musical Courier de Toronto i va crear la seva primera composició reeixida, "Romanza", com a part de la seva Suite en mi menor, el 1888. La peça va ser interpretada a Leipzig aquell any per una orquestra militar. Va debutar aquell any com a pianista solista, però no va aconseguir èxit com a intèrpret instrumental i va tornar a Toronto per ensenyar. El 1892 va viatjar a Viena i Ischl per estudiar amb Julius Epstein El 1893 va ser el director del Metropolitan College of Music de Toronto, més tard rebatejat com a Metropolitan School of Music.
A la dècada de 1890 va escriure crítiques musicals i altres articles per a les publicacions The Musician i The Week.
El 1913 les seves composicions havien estat publicades internacionalment, i va continuar produint un gran volum d'obres després de la Primera Guerra Mundial. El 1923, els seus alumnes havien format un "Forsyth Club", i diverses de les seves obres es van representar a la ràdio.
Una col·lecció de papers de Forsyth i altres documents sobre la seva vida es conserven a la Biblioteca Nacional del Canadà.

## Selecció d'obres
- "L'amor em va agafar suaument per la mà": op. 30, núm. 2
- "Cauen dutxes"
- "La llum de la llar"
- "Preludi i fuga: núm. 1 en do menor: per a l'orgue", op. 18
- "No. 2: Cançó de la nit de plata (romanç)"
- Frülingsabend = Spring evening: Alt oder Mezzo-Sopran mit Pianofortebegleitung, op. 16, núm. 2
- "A través de prats encantadors", op. 54